# A Seychelle-szigetek a 2011-es úszó-világbajnokságon
A Seychelle-szigetek a 2011-es úszó-világbajnokságon három úszóval vett részt.

## Úszás
Férfi
| Versenyző     | Esemény                      | Selejtező | Selejtező | Elődöntő          | Elődöntő          | Döntő             | Döntő             |
| Versenyző     | Esemény                      | Idő       | Helyezés  | Idő               | Helyezés          | Idő               | Helyezés          |
| ------------- | ---------------------------- | --------- | --------- | ----------------- | ----------------- | ----------------- | ----------------- |
| Shane Mangroo | Férfi 50 méteres gyorsúszás  | 26.32     | 77        | Nem jutott tovább | Nem jutott tovább | Nem jutott tovább | Nem jutott tovább |
| Shane Mangroo | Férfi 100 méteres gyorsúszás | 57.85     | 84        | Nem jutott tovább | Nem jutott tovább | Nem jutott tovább | Nem jutott tovább |
| Ryan Govinden | Férfi 200 méteres gyorsúszás | 2:18.07   | 60        | Nem jutott tovább | Nem jutott tovább | Nem jutott tovább | Nem jutott tovább |
| Ryan Govinden | Férfi 400 méteres gyorsúszás | 4:55.10   | 48        |                   |                   | Nem jutott tovább | Nem jutott tovább |

Női
| Versenyző      | Esemény                    | Selejtező | Selejtező | Elődöntő          | Elődöntő          | Döntő             | Döntő             |
| Versenyző      | Esemény                    | Idő       | Helyezés  | Idő               | Helyezés          | Idő               | Helyezés          |
| -------------- | -------------------------- | --------- | --------- | ----------------- | ----------------- | ----------------- | ----------------- |
| Aure Fanchette | Női 200 méteres gyorsúszás | 2:31.88   | 48        | Nem jutott tovább | Nem jutott tovább | Nem jutott tovább | Nem jutott tovább |
| Aure Fanchette | Női 200 méteres hátúszás   | 2:52.04   | 39        | Nem jutott tovább | Nem jutott tovább | Nem jutott tovább | Nem jutott tovább |